# Ørum Sø
Ørum Sø är en sjö på ön Vendsyssel-Thy i 
Danmark.   Den ligger i Region Nordjylland, i den nordvästra delen av landet. 
Ørum Sø får sitt vatten från Ovesø via Hvidbjerg Å och avvattnas genom en kanal till  Krik Vig i Limfjorden. Den ingår i Nationalpark Thy och Natura 2000 området Hvidbjerg Å, Ove Sø og Ørum Sø. Runt sjön är det huvudsakligen jordbruksmark.